# 狭温性生物
狭温性生物是指只能在很小的温度范围内生存的生物。狭温性生物經常生活在温度相对稳定的环境中，例如深海环境或极地地区。灰眼雪蟹和美洲红点鲑就是狭温性生物。只能生長在热带或寒带的植物也是狭温性生物。相對的則是广温性生物。